# Marjanji
Marjanji is een bestuurslaag in het regentschap Serdang Bedagai van de provincie Noord-Sumatra, Indonesië. Marjanji telt 3804 inwoners (volkstelling 2010).